# 卢郁文

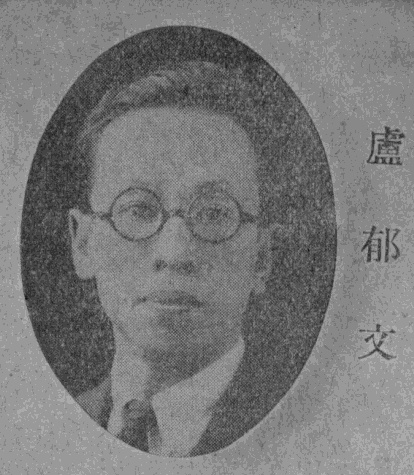
盧郁文

卢郁文（1900年12月10日—1968年10月6日），原名卢光润，字玉温，直隶昌黎人，中国近代政治人物、经济学教授。

## 生平
卢郁文早年就读于永平府中学。1918年考入北京高等师范学校英语系。1922年毕业后，任教于北京高等师范学校附属中学校。1925年加入中国国民党。次年参加北伐战争，任蔡廷锴部政治部宣传科上校科长。后出任河北省教育厅第一科科长，其间与担任第二科科长的杨秀峰相识并结为好友。1929年前往英国留学，就读于伦敦政治经济学院经济学系。1931年回国后，先后在北平师范大学、北京大学、河北训政学院、天津法商学院等校任经济学教授。
抗日战争爆发后，前往南京任行政院编审。后随政府迁往重庆，历任国民政府军事委员会工矿调整处主任秘书、全国粮食管理委员会主任秘书等职。1942年1月出任河南省粮政局长。任上发生了惨绝人寰饿死数百万人的1942年河南饥荒。1944年7月辞职，改任国家总动员委员会物资处长。次年又赴新疆担任财政厅长。抗日战争结束后，于1948年当选第一届立法委员。1949年作为中華民国政府和谈代表团秘书长前往北平参加与中共的北平和谈。
中华人民共和国成立后，历任政务院参事，国务院秘书长助理、副秘书长，全国政协常委兼副秘书长等职。1949年12月，参加中国国民党革命委员会（民革），历任民革第二、三届中央委员，第四届中央常委。1957年5月时任国务院参事的卢郁文是最早回击右派言论的党外人士，同时他还声称收到一封谩骂威胁他的匿名恐吓信，這封信出自北京大學歷史系學生楊秉功。毛澤東認為，這封匿名信是反擊「右派」的好機會。6月8日，卢的言论被刊于《人民日报》毛泽东撰写的社论《这是为什么？》中，从而正式拉开了反右运动的序幕。
1968年10月6日，卢郁文因突发性心肌梗塞去世。